# Maison de la Treille
La maison de la Treille est un édifice situé dans la ville d'Auch, dans l'Occitanie dans le Gers.

## Histoire
Les façades et les toitures sont inscrites au titre des monuments historiques par arrêté du 12 mai 1975.
La maison date du XVe siècle, elle est à colombages et atteste de la bourgeoisie urbaine de ce siècle. Elle tient son nom de la présence d'une traille (une amarre reliée à un bac et pourvue d’une poulie mobile le long d’un câble établi au travers d’un cours d’eau) utilisée pour franchir le Gers.

## Description
Le monument est bâti en pans de bois situés sur une trame serrée et recoupée par des pièces horizontales permettant de borner les panneaux contreventés par des croix de Saint-André. Les murs sont constitués d'une composition de torchis et de briques, les fenêtres sont divisées en deux ou quatre baies par des meneaux ou des pilastres de bois sculpté. Le premier étage montre une saillie d’architecture. Le rez-de-chaussée devait être l'endroit occupé par les boutiques des artisans.

### Note
1. ↑  Voir traille sur Wiktionnaire.